# Timbora di Roccaberti
(Estratto degli Annali della Corona d'Aragona dello Zurita)
Timbora di Roccaberti, o Timbors (Barcellona, 1318 – Oristano, 1364), è stata una nobile catalana, giudicessa consorte d'Arborea, dal 1347 alla morte, per aver sposato Mariano IV, dal quale ebbe quattro figli, tra cui Ugone III e la famosa Eleonora.

## Biografia
Timbora faceva parte dell'aristocratica ed influente famiglia catalana dei visconti di Roccaberti (o Roccabert o Rocaberti), conti di Peralada, marchesi di Anglesola: risiedevano soprattutto nel palazzo barcellonese, nel castello di Peralada e nel Castellciurò a Molins de Rei.
Figlia del visconte Dalmazio VII (tra i suoi antenati, per via femminile, vi era Raimondo Berengario IV di Barcellona, sposo della regina d'Aragona Petronilla), competente capitano di guerra, tra i più autorevoli nobili catalani che combatté con abilità in Sardegna nel 1323-1324. I suoi fratelli maggiori erano: Goffredo V di Roccaberti e Serralonga (succedette al padre e sposò Elisenda di Moncada) e Guglielmo Galceran (ereditò la baronia materna). Nel 1336, la diciottenne Timbora conobbe, alla corte del re Alfonso IV di Aragona, il ventenne donnicello (era il titolo che veniva dato ai figli dei regnanti arborensi) Mariano d'Arborea, secondogenito del giudice Ugone II, a Barcellona, con il fratello minore Giovanni, al fine di ricevere una principesca educazione. La loro unione era assai gradita al sovrano (scomparso subito dopo) e al successore Pietro IV il Cerimonioso che nominò il giovane conte del Goceano e della Marmilla. La coppia fissò la dimora nel castello di Molins de Rei, dove nasceranno i figli: Ugone (1337), Beatrice (1343), una bimba morta prematuramente ed Eleonora (1347) circa. Il secondo fratello di Timbora, Guglielmo Galceran, inaugurò il ramo baronale Roccaberti-Cabrenys e convolò a nozze con Maria d'Arborea, sorella minore di Mariano (morta nel 1392), e vissero in Aragona.

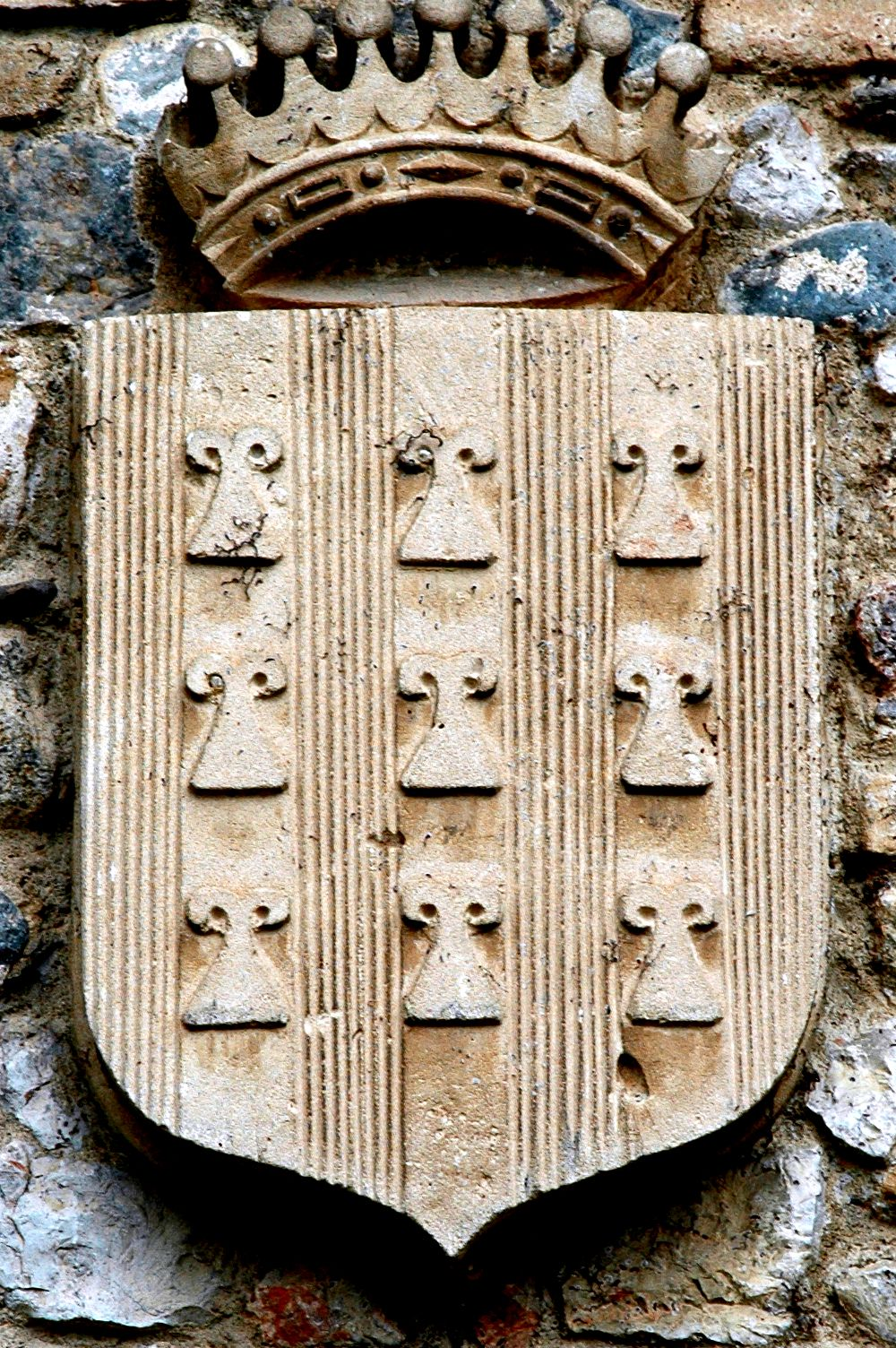
Lo scudo dei Roccaberti, castello di Peralada

Sempre nel 1336 Pietro III era diventato giudice e suo fratello Mariano e Timbora erano inizialmente lontani dalla possibilità di salire al trono: ma il sovrano morì precocemente senza che la moglie Costanza di Saluzzo avesse procreato. I conti del Goceano, intanto, soggiornarono nel castello di Burgos e Mariano si fece ritrarre nel polittico della chiesa di San Nicola (Ottana), meta di annuale pellegrinaggio da parte di Timbora che teneva a mostrare, durante ogni visita, il dipinto ai tre figli adolescenti.

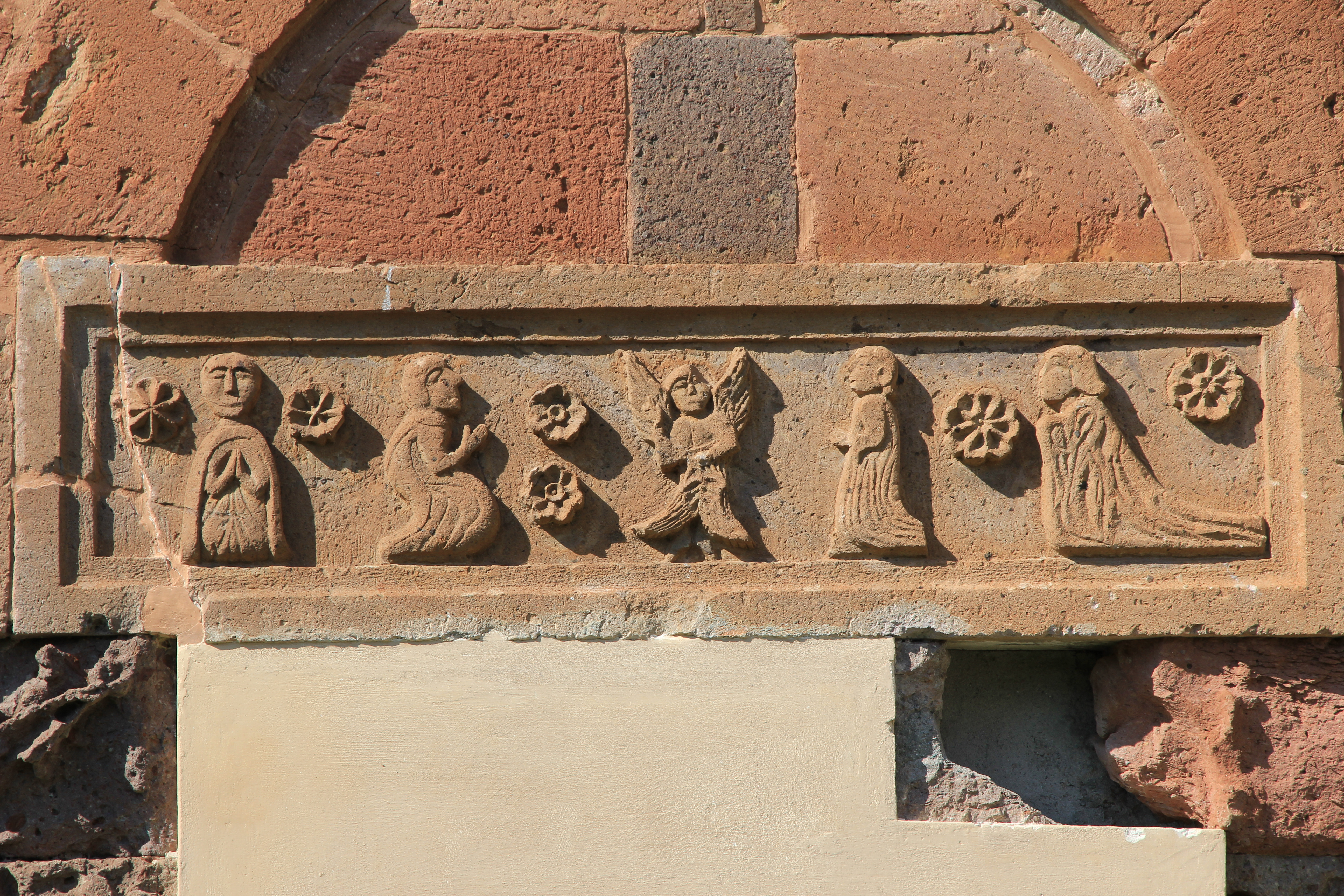
Timbora è la seconda da sinistra, a destra Mariano IV e il figlio Ugone - Chiesa di San Serafino (Ghilarza)

Nel 1347 Mariano succedette al fratello e la coppia si trasferì nel palazzo giudicale di Oristano. Timbora dimostrò un temperamento forte e, seppure catalana, aderì incondizionatamente alla causa del consorte contro gli aragonesi che provocò un notevole ampliamento dei confini del regno.
Fu donna emancipata, in contrasto con le consuetudini dell'epoca, al punto che volle che le due figlie Beatrice ed Eleonora avessero una formazione culturale pari a quella del fratello.
Consapevole delle qualità della moglie, il giudice spesso la nominò reggente (quando lui era in guerra), ambasciatrice del giudicato nei confronti del regno d'Aragona: incontrò i sovrani Pietro IV ed Eleonora di Sicilia a Cagliari (con l'erede Ugone) e a Barcellona; fece opera di mediazione ad Alghero con il parente Bernardo de Cabrera, capitano generale della flotta, che contrastava Mariano nei suoi domini. Contribuì, altresì, a mitigare il grave dissidio tra Mariano ed il germano Giovanni, conte di Bosa e Monteacuto, che si rifiutava di rendergli omaggio.
Timbora elargì molti benefici al monastero oristanese di Santa Chiara (fatto costruire dal cognato Pietro III e luogo di sepoltura della vedova Costanza), sempre legato alla casa giudicale: il papa Innocenzo VI, per ringraziarla, inviò una lettera in cui le accordava, unitamente alle figlie Beatrice ed Eleonora (accompagnate da quattro oneste donne) il privilegio di entrare nella clausura del monastero sette volte l'anno. Tale concessione non fu, però, gradita al ministro dei frati minori Bernardo Bruni che, da Barcellona, il 31 luglio 1353, scrisse alla giudicessa una nota contenente raccomandazioni di non esagerare, chiamandola - sicuramente la conosceva dalla fanciullezza -Timburgetta.
Nel 1363 la secondogenita Beatrice sposò per procura il visconte di Narbona Aimerico VI (la madre avrebbe preferito lo catalano conte di Ampurias) al quale darà sette figli e partì per la Francia con una ricca dote. Timbora non potrà vedere i successi politici di Ugone ed Eleonora, perché morì, nel 1364, all'età di 46 anni e fu tumulata nella cattedrale di Oristano. I sepolcri dei giudici, purtroppo, non esistono più.
Fu la penultima giudicessa consorte d'Arborea, poiché la moglie di Ugone scomparve prima che lui salisse al trono, i nipoti Federico e Mariano V, figli di Eleonora, ebbero una breve vita lasciando il potere a Guglielmo III di Narbona, ultimo giudice di Arborea, la cui ava era Beatrice.
L'unico ritratto pervenutoci di Timbora la rappresenta, in un bassorilievo scolpito sull'architrave del portale laterale della chiesa di San Serafino a Ghilarza, nel corteo con il vescovo, alcuni dignitari, Ugone e Mariano IV che presenta al Serafino il Codice Rurale, da lui promulgato.
Lo stemma dei Roccaberti, discendenti dal visconte Dalmazio I (971-985), era così illustrato: